# 犬類運動

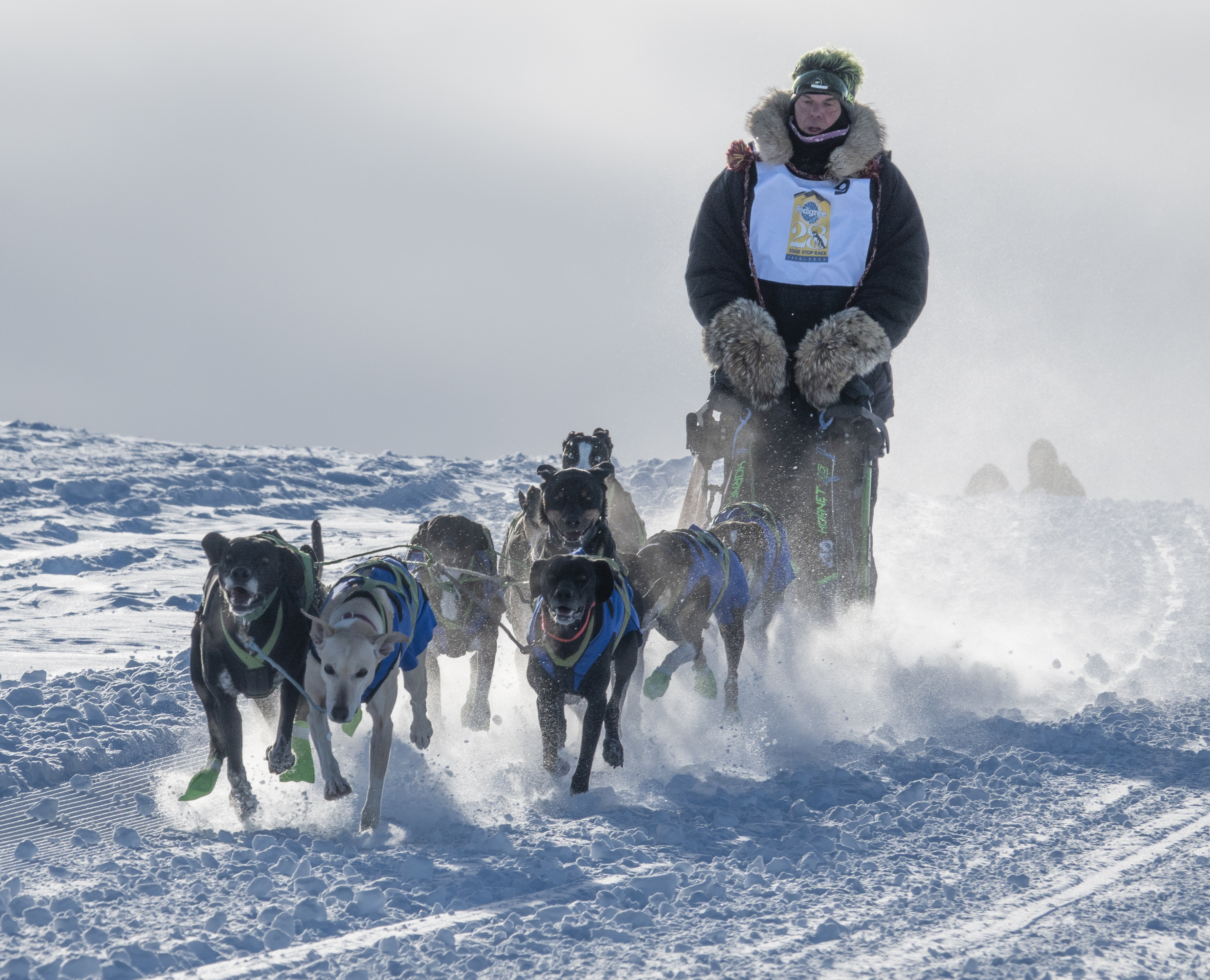
犬類運動

犬類運動是专门为犬设计的竞技活动。狗通常在主人的帮助下参加這些运动。很多狗主人為了改善与寵物狗之間的关系而選擇帶狗一起參加犬類運動。